# Liste der Nachlässe in der Schweizerischen Nationalbibliothek
Die Liste enthält die in der Schweizerischen Nationalbibliothek bzw. im Literaturarchiv vorhandenen schriftlichen Nachlässe.
| Name                        | Lebensdaten | Signatur/Link | Archivschachteln         | Erschliessungsgrad | Bemerkung                                                                                             |
| --------------------------- | ----------- | --- | ------------------------ | ------------------ | --- |
| Elisabeth Aman              | 1888–1966   | SLA-Aman | 5                        |                    | |
| Jürg Amann                  | 1947–2013   | SLA-AMA | 140                      |                    | |
| Dieter Bachmann             | 1940        | SLA-Bachmann |                          |                    | |
| Hugo Ball                   | 1886–1927   | SLA-HEN |                          |                    | |
| Étienne Barilier            | 1947        | ALS Barilier | 48                       |                    | |
| Franz Bäschlin              | 1906–1975   | | 9                        |                    | |
| Franziska Baumgarten-Tramer | 1883–1970   | SLA-BTF |                          |                    | |
| Martin Roda Becher          | 1944        | SLA-MRBecher |                          |                    | |
| Franco Beltrametti          | 1937–1995   | ASL-Beltrametti | 34                       |                    | |
| Clo Duri Bezzola            | 1945–2004   | ASL-Bezzola | 8                        |                    | |
| Peter Bichsel               | 1935–2025   | SLA-PB | 98                       |                    | |
| Cla Biert                   | 1920–1981   | ASL Biert 1992 | 15                       |                    | |
| Ernest Bloch                | 1880–1959   | ALS-Mus-EB | 4                        |                    | |
| Hans Boesch                 | 1926–2003   | SLA-HB |                          |                    | |
| Franz Böni                  | 1952–2023   | SLA-Boeni | 12                       |                    | |
| Georges Borgeaud            | 1914–1998   | ALS-Borgeaud |                          |                    | |
| Jakob Bührer                | 1882–1975   | SLA-Bührer | 61                       |                    | |
| Erika Burkart               | 1922–2010   | SLA-EBUR | 86                       |                    | |
| Ernst Burren                | 1944        | SLA-Burren |                          |                    | |
| Blaise Cendrars             | 1887–1961   | ALS BC |                          |                    | |
| Alice Ceresa                | 1923–2001   | ASL Ceresa / ASL 03. L 5 | 32                       |                    | |
| Raffaele d’Alessandro       | 1911–1959   | Ms-Mf-10 | 66                       |                    | |
| Claude Delarue              | 1944–2011   | ALS-Delarue |                          |                    | |
| Gion Deplazes               | 1918–2015   | ASL Deplazes | 52                       |                    | |
| Olga Diener                 | 1890–1963   | SLA-Diener | 23                       |                    | |
| Roland Donzé                | 1921–2011   | ALS-Donzé |                          |                    | |
| Roger Dragonetti            | 1915–2000   | ALS Dragonetti | 127                      |                    | |
| Friedrich Dürrenmatt        | 1921–1990   | SLA-FD-A-Bi |                          |                    | Inventar der Bilderwerke                                                                              |
| Alice Ecoffey               | 1890–1977   | ALS-Mus-AE | 4                        |                    | |
| Marc Eigeldinger            | 1917–1991   | ALS-ME | 31                       |                    | |
| Urs Faes                    | 1947        | SLA-Faes |                          |                    | |
| Alfred Fankhauser           | 1890–1973   | SLA-FANK | 21                       |                    | |
| Remo Fasani                 | 1922–2011   | ASL-Fasani | 36                       |                    | |
| Heinrich Federer            | 1866–1928   | SLA-FED |                          |                    | Depositum Sarnen: 37 Archivschachteln; Sammlung Kindlimann: 18 Archivschachteln                       |
| Jürg Federspiel             | 1931–2007   | SLA-Federspiel | 20                       |                    | |
| Anna Felder                 | 1937–2023   | ASL 08 Felder | 26                       |                    | |
| Jakob Flach                 | 1894–1982   | SLA-Flach |                          |                    | 7 Laufmeter                                                                                           |
| Gian Fontana                | 1897–1935   | ASL Gian Fontana | 17                       |                    | |
| Eleonore Frey               | 1939        | SLA-EFrey |                          |                    | |
| Walter Frischknecht         | 1932–1986   | SLA-Slg-Frischknecht | 1                        |                    | |
| Giuseppe Gangale            | 1898–1978   | ASL GG | 19                       |                    | |
| Friedrich Glauser           | 1896–1938   | SLA-Glauser | 24                       |                    | |
| Vahé Godel                  | 1931        | ALS-Godel | 7                        |                    | |
| Anne-Lise Grobéty           | 1949–2010   | ALS-ALG | ≥49                      |                    | 49 Schachteln und 2 Schachteln in Spezialformat                                                       |
| Christian Haller            | 1943        | SLA-Haller |                          |                    | |
| Josef Halperin              | 1891–1963   | SLA-HALP | 25                       |                    | |
| Emmy Hennings               | 1885–1948   | SLA-HEN |                          |                    | |
| Hermann Hesse               | 1877–1962   | SLA-Hesse-Archiv | ≥235                     |                    | 235 Archivschachteln, 40 Sonderformate, Objekte                                                       |
| Patricia Highsmith          | 1921–1995   | SLA-PH | 120                      |                    | |
| Hermann Hiltbrunner         | 1893–1961   | SLA-Hiltbrunner | 64                       |                    | |
| Franz Josef Hirt            | 1899–1985   | Ms-M-20 | 1                        |                    | Sammlung Moeschinger                                                                                  |
| Ludwig Hohl                 | 1904–1980   | SLA-Hohl | 270                      |                    | |
| Franz Hohler                | 1943        | SLA-Hohler |                          |                    | |
| Eugen Huber                 | 1909–2004   | SLA-Mus-EH | 31                       |                    | |
| Walter Simon Huber          | 1898–1978   | SLA-Mus-WSH | 2                        |                    | |
| Paul Ilg                    | 1875–1957   | SLA-ILG |                          |                    | |
| Erwin Jaeckle               | 1909–1997   | SLA-Jaeckle | ≥240                     |                    | 240 Archivschachteln, 20 Sonderformate, diverse Objekte                                               |
| Adolfo Jenni                | 1911–1997   | ASL Jenni | 47                       |                    | |
| Ingeborg Kaiser             | 1930        | SLA-Ingeborg Kaiser | >85                      |                    | 85 Archivschachteln und 4 Schachteln im Sonderformat                                                  |
| Isabelle Kaiser             | 1866–1925   | SLA-Kaiser | 9                        |                    | |
| Louis Kelterborn            | 1891–1933   | Ms-Mq-A | 20                       |                    | |
| Walter Kern                 | 1898–1966   | SLA-Slg-Kern |                          |                    | 7 Archivschachteln, 1 Sonderformatschachtel                                                           |
| Karl Kloter                 | 1911–2002   | SLA-KK |                          |                    | 23 Archivschachteln, 2 Sonderformate                                                                  |
| Eduard Fritz Knuchel        | 1891–1966   | SLA-Ms Lq 260 bis SLA-Ms Lq 262 | 3                        |                    | |
| Anton Krättli               | 1922–2010   | SLA-AK |                          |                    | 14 Archivschachteln, 1 Sonderformat                                                                   |
| Clara Laquai                | 1898–1986   | SLA-Mus-CL |                          |                    | |
| Reinhold Laquai             | 1894–1957   | SLA-Mus-RL |                          |                    | |
| Cécile Lauber               | 1887–1981   | SLA-CL | 7                        |                    | |
| Herbert Lewandowski         | 1896–1996   | SLA-Ms A 76, SLA-Ms A 77, SLA-Ms A 103-1 bis 3, SLA-Ms Aq 75, SLA Ms Aq 76-1 bis 2, SLA-Ms Aq 135, SLA-Ms L 57, SLA-Ms L 127, SLA-Ms Lq 300, SLA-Ms Lq 302, SLA-Ms Lq 303, SLA-Ms Lq 304a, SLA-Ms Lq 438, SLA-Ms Lq 439, SLA-Ms Lq 441, SLA-Ms Lq 442, SLA-Ms Zq 285 | 8                        |                    | |
| Charles Lewinsky            | 1946        | SLA-CL | ca. 50                   |                    | |
| Edvige Livello              | 1901–1999   | ASL Livello | 10                       |                    | |
| Hugo Loetscher              | 1929–2009   | SLA LOET | 311                      |                    | |
| Carl Albert Loosli          | 1877–1959   | SLA-CAL | ≥161                     |                    | 161 Archivschachteln, 2 Schachteln Sonderformate                                                      |
| Peter Lotar                 | 1910–1986   | SLA-Lotar |                          |                    | 87 Schachteln, 4 Sonderformate, 3 Grossformate                                                        |
| Lorenz Lotmar               | 1945–1980   | SLA-Lotm | 20                       |                    | |
| Alexander Constantin Lozza  | 1880–1953   | ASL Lozza | 3                        |                    | |
| Golo Mann                   | 1909–1994   | SLA-GM | 252 (ohne Bibliothek)    |                    | |
| Jules Marmier               | 1874–1975   | ALS-Mus-JM | 4                        |                    | |
| Hugo Marti                  | 1893–1937   | SLA-H.MARTI | 24                       |                    | |
| Kurt Marti                  | 1921–2017   | SLA-K.MARTI |                          |                    | 41 Archivschachteln, 1 Sonderformat                                                                   |
| Grytzko Mascioni            | 1936–2003   | ASL Grytzko Mascioni | 85                       |                    | |
| Mani Matter                 | 1936–1972   | SLA-Matter | 31                       |                    | |
| Mariella Mehr               | 1947–2022   | SLA-Mehr | ≥243                     |                    | 243 Archivschachteln, 1 Sonderformatschachtel                                                         |
| Niklaus Meienberg           | 1940–1993   | SLA-Meienberg | 70                       |                    | |
| Gerhard Meier               | 1917–2008   | SLA-GMEI | 68                       |                    | |
| Ernst Merz                  | 1896–1977   | SLA-Merz | 10                       |                    | |
| Klaus Merz                  | 1945        | SLA-KMERZ | 102                      |                    | |
| Paul Miche                  | 1886–1960   | ALS-Mus-PM, divers | 1                        |                    | |
| Hans Morgenthaler           | 1890–1928   | SLA-HaMo |                          |                    | 15 Archivschachteln, 2 Sonderformate                                                                  |
| Werner August Morgenthaler  | 1896–1964   | SLA-Mus-WAM | 1                        |                    | |
| Béatrice Moulin             | 1926–2006   | ALS BM | ≥58                      |                    | 58 Archivschachteln, 9 Fotoschachteln, 7 Schachteln in Spezialformat, 1 tiroir contenant les affiches |
| Otto Nebel                  | 1892–1973   | SLA-Nebel |                          |                    | 4 Laufmeter                                                                                           |
| Alberto Nessi               | 1940        | ASL-Nessi |                          |                    | |
| Fritz Neumann               | 1882–1966   | Ms-Mq-52 | 5                        |                    | |
| Otto Oberholzer             | 1860–1901   | SLA-Mus-OO | 2                        |                    | |
| Meret Oppenheim             | 1913–1985   | SLA-MO | ca. 40                   |                    | |
| Giovanni Orelli             | 1928–2016   | ASL-Orelli-Giovanni | ca. 70                   |                    | |
| Louis Piantoni              | 1885–1958   | ALS-Mus-LP | 7                        |                    | |
| Georges Poulet              | 1902–1991   | ALS Poulet | 38                       |                    | |
| Kuno Raeber                 | 1922–1992   | SLA-Raeber |                          |                    | |
| Grisélidis Réal             | 1929–2005   | ALS-Réal | ≥80                      |                    | Ca. 80 Schachteln und 11 in Grossformat                                                               |
| Edgar Refardt               | 1877–1968   | SLA-Mus-ER | 1                        |                    | |
| Gonzague de Reynold         | 1880–1970   | ALS Reynold | 8                        |                    | |
| Rainer Maria Rilke          | 1875–1926   | SLA-RMR | 110 (ohne Slg. Ouwehand) |                    | |
| Alice Rivaz                 | 1901–1998   | ALS Rivaz | ≥21                      |                    | 21 Schachteln, 1 Tasche, 1 Grossformat                                                                |
| Silvio Rizzi                | 1930–2003   | SLA-SR | 18                       |                    | |
| Romain Rolland              | 1866–1944   | ALS Rolland | 8                        |                    | |
| Daniel de Roulet            | 1944        | ALS-de Roulet |                          |                    | |
| Robert Saitschick           | 1868–1965   | SLA-Saitschick | 29                       |                    | |
| Jean Rudolf von Salis       | 1901–1996   | SLA-JRS | 192 (ohne Bibliothek)    |                    | |
| Isolde Schaad               | 1944        | SLA-Schaad | 29                       |                    | |
| Hans Schmid-Kayser          | 1874–1964   | SLA-Mus-HSK | ca. 4                    |                    | 4 Archivschachteln (Sonderformate) und 0.8 Laufmeter                                                  |
| Friedrich Schneeberger      | 1843–1906   | SLA-Mus-FS |                          |                    | |
| Hansjörg Schneider          | 1938        | SLA-HJS |                          |                    | |
| Annemarie Schwarzenbach     | 1908–1942   | SLA-Schwarzenbach | 30+                      |                    | 30 Archivschachteln, 4 Schachteln Sonderformate, 27 Fotoordner                                        |
| Jon Semadeni                | 1910–1981   | ASL Semadeni | 31                       |                    | |
| Heinrich Simon              | 1805–1860   | Ms A 84 |                          |                    | 4 Mappen                                                                                              |
| Karl Stauffer-Bern          | 1857–1891   | SLA-KSB | 6                        |                    | |
| Verena Stefan               | 1947–2017   | SLA-Stefan | 42 (+2)                  |                    | |
| Bruno Steiger               | 1946        | SLA-Bruno-Steiger |                          |                    | 6 Laufmeter                                                                                           |
| Otto Steiger                | 1909–2005   | SLA Otto Steiger | 16                       |                    | |
| Jörg Steiner                | 1930–2013   | SLA-Steiner | ≥58                      |                    | 58 Archivschachteln, 5 Schachteln Sonderformate                                                       |
| Rudolf Gustav Teuchgraber   | 1874–1951   | SLA-Mus-RGT | 1                        |                    | |
| Jürgen Theobaldy            | 1944        | SLA-Theobaldy | 55                       |                    | |
| Margarita Uffer             | 1921–2010   | ASL Uffer | 21                       |                    | |
| Traugott Vogel              | 1894–1975   | SLA-TV | ≥226                     |                    | 226 Archivschachteln, 12 Sonderformate                                                                |
| Otto F. Walter              | 1928–1994   | SLA-OFW | ≥136                     |                    | 136 Schachteln, 7 Sonderformate                                                                       |
| Maria Waser                 | 1878–1939   | SLA-MW | 37                       |                    | |
| Werner Weber                | 1919–2005   | SLA-Werner Weber | 21                       |                    | |
| Walter Weideli              | 1927–2020   | ALS Weideli | 134                      |                    | |
| Markus Werner               | 1944–2016   | SLA-Werner | ≥35                      |                    | 35 Archivschachteln, 1 Sonderformat (Lista)                                                           |
| Gertrud Wilker              | 1924–1984   | SLA-Wilker | 16                       |                    | |
| Laure Wyss                  | 1913–2002   | SLA-Wyss | 140                      |                    | |
| Hans Zbinden                | 1893–1971   | SLA-Zbinden |                          |                    | |
| Matthias Zschokke           | 1954        | SLA-Zschokke |                          |                    | |
| Zeno Zürcher                | 1936–2008   | SLA-Zeno Zürcher | 11                       |                    | Junkere 37                                                                                            |
| Yvette Z’Graggen            | 1920–2012   | ALS-ZGraggen |                          |                    | |

## Nachweis
1. ↑  Liste der Inventare von Personenarchiven und -nachlässen (Memento des Originals vom 16. Mai 2015 im Internet Archive)  Info: Der Archivlink wurde automatisch eingesetzt und noch nicht geprüft. Bitte prüfe Original- und Archivlink gemäß Anleitung und entferne dann diesen Hinweis. der Schweizerischen Nationalbibliothek